# Giải bóng đá Vô địch U-21 Quốc gia 2025
Giải bóng đá Vô địch U-21 Quốc gia 2025 là mùa giải thứ 29 của Giải bóng đá Vô địch U-21 Quốc gia do Liên đoàn bóng đá Việt Nam (VFF) và tổ chức. Mùa giải này diễn ra theo hai giai đoạn, vòng loại sẽ diễn ra từ ngày 4 đến ngày 14 tháng 7 năm 2025. Vòng chung kết của giải gồm 12 đội bóng, diễn ra từ ngày 19 đến ngày 31 tháng 7 năm 2025. 
LPBank Hoàng Anh Gia Lai là đương kim vô địch của giải đấu sau khi đánh bại PVF với tỷ số 4-2 trên loạt sút luân lưu sau khi hòa 0-0 trong trận chung kết năm 2024.

## Vòng loại
Vòng loại diễn ra từ ngày 4 đến 14 tháng 7 năm 2025, với năm bảng đấu chia theo khu vực địa lý. Các đội bóng ở mỗi bảng thi đấu vòng tròn hai lượt tính điểm, chọn sáu đội nhất bảng và năm đội đứng thứ mhì bảng có thành tích tốt nhất tham dự vòng chung kết. 

### Các đội vượt qua vòng loại
| Câu lạc bộ | Tư cách vượt qua vòng loại | Tham dự gần nhất |
| ---------- | -------------------------- | ---------------- |
|            | Chủ nhà                    |                  |
|            | Nhất bảng A                |                  |
|            | Nhất bảng B                |                  |
|            | Nhất bảng C                |                  |
|            | Nhất bảng D                |                  |
|            | Nhất bảng E                |                  |
|            | Nhất bảng F                |                  |
|            |                            |                  |
|            |                            |                  |
|            |                            |                  |
|            |                            |                  |
|            |                            |                  |
|            |                            |                  |

## Đội hình
Cầu thủ sinh từ 16 đến 21 tuổi (sinh từ ngày 01 tháng 1 năm 2004 đến ngày 31 tháng 12 năm 2009) có đủ điều kiện để tham dự giải đấu. Mỗi đội tuyển phải đăng ký một đội hình tối thiểu 18 cầu thủ và tối đa 30 cầu thủ. Trong đó, danh sách phải có tối thiểu 2 thủ môn và tối đa 1 cầu thủ nước ngoài gốc Việt Nam (Quy định mục 7.1).

## Vòng bảng

### Các tiêu chí
Các đội được xếp hạng theo điểm (3 điểm cho 1 trận thắng, 1 điểm cho 1 trận hòa, 0 điểm cho 1 trận thua), và nếu bằng điểm, các tiêu chí sau đây được áp dụng theo thứ tự, để xác định thứ hạng:
1. Điểm trong các trận đối đầu trực tiếp giữa các đội bằng điểm;
2. Hiệu số bàn thắng thua trong các trận đối đầu trực tiếp giữa các đội bằng điểm;
3. Số bàn thắng ghi được trong các trận đối đầu trực tiếp giữa các đội bằng điểm;
4. Nếu có nhiều hơn hai đội bằng điểm, và sau khi áp dụng tất cả các tiêu chí đối đầu ở trên, một nhóm nhỏ các đội vẫn còn bằng điểm nhau, tất cả các tiêu chí đối đầu ở trên được áp dụng lại cho riêng nhóm này;
5. Hiệu số bàn thắng thua trong tất cả các trận đấu bảng;
6. Số bàn thắng ghi được trong tất cả các trận đấu bảng;
7. Sút luân lưu nếu chỉ có hai đội bằng điểm và họ gặp nhau trong trận cuối cùng của bảng;
8. Điểm thẻ phạt (thẻ vàng = –1 điểm, thẻ đỏ gián tiếp (2 thẻ vàng) = –3 điểm, thẻ đỏ trực tiếp = –3 điểm, thẻ vàng và thẻ đỏ trực tiếp = –4 điểm);
9. Bốc thăm.

### Bảng A
| VT | Đội                                  | ST | T | H | B | BT | BB | HS | Đ | Giành quyền tham dự             |
| -- | ------------------------------------ | -- | - | - | - | -- | -- | -- | - | ------------------------------- |
| 1  | SHB Đà Nẵng                          | 3  | 1 | 2 | 0 | 1  | 0  | +1 | 5 | Lọt vào Vòng đấu loại trực tiếp |
| 2  | PVF–CAND                             | 3  | 1 | 1 | 1 | 5  | 4  | +1 | 4 | Lọt vào Vòng đấu loại trực tiếp |
| 3  | Sông Lam Nghệ An                     | 3  | 1 | 1 | 1 | 4  | 5  | −1 | 4 | Lọt vào Vòng đấu loại trực tiếp |
| 4  | Câu lạc bộ Thành phố Hồ Chí Minh (H) | 3  | 0 | 2 | 1 | 2  | 3  | −1 | 2 |                                 |

| PVF–CAND | 0-1      | SHB Đà Nẵng |
| --- | -------- | --- |
| - Nguyễn Văn Bách 27' - Trần Hoàng Khanh 27' - Lương Văn Phương 32' - Lê Huy Việt Anh 46' - Nguyễn Đức Nhật 74' | Chi tiết | - Trần Nhật Đông 27' - Phan Thế Hùng 74' - Lê Văn Đạt 74' - Lê Nguyễn Văn Thọ - Nguyễn Thanh Nhân 83' 90' - Huỳnh Trần Quốc Bảo 90+5' - Nguyễn Công Tuấn Anh 90+5' |

| Câu lạc bộ Thành phố Hồ Chí Minh                                                                   | 1-2                                        | Sông Lam Nghệ An |
| -------------------------------------------------------------------------------------------------- | ------------------------------------------ | --- |
| - Nguyễn Hồng Quang 42' - Ngô Hoàng Gia Huy 90+2' - Võ Tuấn Phong 90+5' - Nguyễn Lê Quang Khôi 71' | Chi tiết Facebook VFF, Youtube VFF Channel | - Nguyễn Tấn Minh 36' - Phan Duy Hào 63' 89' - Nguyễn Mai Hoàng 79' - Nguyễn Trọng Tuấn 81' - Nguyễn Hồng Việt (trợ lí huấn luyện viên) 90+2' - Lê Đình Long Vũ 90+4' - Lê Tấn Dũng 82' 90+5' |

| Sông Lam Nghệ An | 2-4 | PVF–CAND |
| ---------------- | --- | -------- |
|                  |     |          |

| SHB Đà Nẵng | 0–0 | Câu lạc bộ Thành phố Hồ Chí Minh |
| ----------- | --- | -------------------------------- |
|             |     |                                  |

| Câu lạc bộ Thành phố Hồ Chí Minh | 1-1 | PVF–CAND |
| -------------------------------- | --- | -------- |
|                                  |     |          |

| Sông Lam Nghệ An | 0-0 | SHB Đà Nẵng |
| ---------------- | --- | ----------- |
|                  |     |             |

### Bảng B
| VT | Đội                   | ST | T | H | B | BT | BB | HS  | Đ | Giành quyền tham dự             |
| -- | --------------------- | -- | - | - | - | -- | -- | --- | - | ------------------------------- |
| 1  | PVF                   | 3  | 2 | 1 | 0 | 7  | 0  | +7  | 7 | Lọt vào Vòng đấu loại trực tiếp |
| 2  | Thể Công – Viettel    | 3  | 2 | 0 | 1 | 7  | 4  | +3  | 6 | Lọt vào Vòng đấu loại trực tiếp |
| 3  | Thành phố Hồ Chí Minh | 3  | 1 | 1 | 1 | 8  | 5  | +3  | 4 | Lọt vào Vòng đấu loại trực tiếp |
| 4  | Tây Ninh              | 3  | 0 | 0 | 3 | 1  | 14 | −13 | 0 |                                 |

| Thành phố Hồ Chí Minh | 3-4      | Thể Công – Viettel |
| --- | -------- | --- |
| - Nguyễn Hữu Hoài Phong 30' 35' - Nguyễn Hữu Trọng 56' (l.n.) - Đỗ Minh Thuận 64' - Nguyễn Đăng Dương 71' - Nguyễn Gia Toàn 74' - Nguyễn Đăng Dương 80' | Chi tiết | - Nguyễn Hữu Tuấn 18' - Rafael De Toledo Carvalho (giám đốc kỹ thuật) 45' - Hoàng Công Hậu 47', 60' - Vũ Quốc Anh 53' - Nguyễn Hữu Thái Bảo 77' |

| PVF | 6-0      | Tây Ninh                                 |
| --- | -------- | ---------------------------------------- |
| - Nguyễn Lê Phát 2', 45+1' - Nguyễn Anh Tuấn 34' - Trần Vũ Ngọc Tài 54' - Đỗ Minh Quang 58' - Nguyễn Anh Tuấn 62' - Nguyễn Gia Bảo 68' - Trịnh Long Vũ 79' | Chi tiết | - Lê Nhật Nghĩ 11' - Nguyễn Duy Tuấn 45' |

| Thể Công – Viettel | 0-1 | PVF |
| ------------------ | --- | --- |
|                    |     |     |

| Tây Ninh | 1-5 | Thành phố Hồ Chí Minh |
| -------- | --- | --------------------- |
|          |     |                       |

| Thành phố Hồ Chí Minh | 0-0 | PVF |
| --------------------- | --- | --- |
|                       |     |     |

| Thể Công – Viettel | 3-0 | Tây Ninh |
| ------------------ | --- | -------- |
|                    |     |          |

### Bảng C
| VT | Đội                        | ST | T | H | B | BT | BB | HS | Đ | Giành quyền tham dự             |
| -- | -------------------------- | -- | - | - | - | -- | -- | -- | - | ------------------------------- |
| 1  | LPBank Hoàng Anh Gia Lai I | 3  | 2 | 1 | 0 | 8  | 2  | +6 | 7 | Lọt vào Vòng đấu loại trực tiếp |
| 2  | Hà Nội                     | 3  | 2 | 1 | 0 | 5  | 1  | +4 | 7 | Lọt vào Vòng đấu loại trực tiếp |
| 3  | Đồng Tháp                  | 3  | 1 | 0 | 2 | 4  | 9  | −5 | 3 |                                 |
| 4  | Đắk Lắk                    | 3  | 0 | 0 | 3 | 1  | 6  | −5 | 0 |                                 |

| LPBank Hoàng Anh Gia Lai I | 5-1      | Đồng Tháp                                                               |
| --- | -------- | ----------------------------------------------------------------------- |
| - Nguyễn Minh Tâm 5' 7', 22' - Võ Phước Bảo 30' - Ngô Trung Thắng 32' - Nguyễn Hùng Khang 43' - Nay Di Đan 52' - Trần Đắc Lộc 55', 76' - Trần Quốc Việt (huấn luyện viên thủ môn) 90+2' | Chi tiết | - Lê Huỳnh Triệu 30' - Lê Hoàng Khải 45+1' 69' - Lại Văn Chí Kiệt 90+1' |

| Hà Nội                                                                                  | 1-0      | Đắk Lắk                                                              |
| --------------------------------------------------------------------------------------- | -------- | -------------------------------------------------------------------- |
| - Phạm Anh Tuấn 22' - Nguyễn Thiên Phú 32' - Nguyễn Hà Anh Tuấn 58' - Nguyễn Sỹ Đức 64' | Chi tiết | - Đào Đình Huynh 7' - Trương Quang Hoàn 51' - Nguyễn Hoàng Bá Vĩ 55' |

| Đồng Tháp | 0-3 | Hà Nội |
| --------- | --- | ------ |
|           |     |        |

| Đắk Lắk | 0-2 | LPBank Hoàng Anh Gia Lai I |
| ------- | --- | -------------------------- |
|         |     |                            |

| LPBank Hoàng Anh Gia Lai I | 1-1 | Hà Nội |
| -------------------------- | --- | ------ |
|                            |     |        |

| Đồng Tháp | 3-1 | Đắk Lắk |
| --------- | --- | ------- |
|           |     |         |

### Xếp hạng các đội đứng thứ ba bảng đấu
| VT | Bg | Đội                   | ST | T | H | B | BT | BB | HS | Đ | Giành quyền tham dự     |
| -- | -- | --------------------- | -- | - | - | - | -- | -- | -- | - | ----------------------- |
| 1  | A  | Sông Lam Nghệ An      | 2  | 1 | 0 | 1 | 4  | 5  | −1 | 3 | Vòng đấu loại trực tiếp |
| 2  | B  | Thành phố Hồ Chí Minh | 1  | 0 | 0 | 1 | 3  | 4  | −1 | 0 | Vòng đấu loại trực tiếp |
| 3  | C  | Đắk Lắk               | 1  | 0 | 0 | 1 | 0  | 1  | −1 | 0 |                         |

## Vòng đấu loại trực tiếp
Trong vòng đấu loại trực tiếp, loạt sút luân lưu được sử dụng để quyết định đội thắng nếu cần thiết. Sẽ không có hiệp phụ sau khi kết thúc 90 phút thi đấu hiệp phụ.
Các trường hợp
Các trận đấu cụ thể giữa các đội xếp thứ ba sẽ phụ thuộc vào hai đội xếp thứ ba sẽ giành quyền vào vòng tứ kết:
| Lượt trận | PA1: 3A, 3B           | PA2: 3A, 3C           | PA3: 3B,3C            |
| --------- | --------------------- | --------------------- | --------------------- |
| Tứ kết    | TK1: 1A-2C            | TK1: 1A-3C            | TK1: 1A-3C            |
| Tứ kết    | TK2: 1B-3A            | TK2: 1B-3A            | TK2: 1B-2A            |
| Tứ kết    | TK3: 1C-3B            | TK3: 1C-2B            | TK3: 1C-3A            |
| Tứ kết    | TK4: 2A-2B            | TK4: 2A-2C            | TK4: 2B-2C            |
| Bán kết   | Thắng TK1 - Thắng TK2 | Thắng TK1 - Thắng TK3 | Thắng TK1 - Thắng TK4 |
| Bán kết   | Thắng TK3 - Thắng TK4 | Thắng TK2 - Thắng TK4 | Thắng TK2 - Thắng TK3 |

### Sơ đồ
|  | Tứ kết                     | Tứ kết          |      |  | Bán kết | Bán kết |  |  | Chung kết | Chung kết |
|  |                            |                 |      |  |         |         |  |  |           |           |
|  | 27/7                       |                 |      |  |         |         |  |  |           |           |
|  |                            |                 |      |  |         |         |  |  |           |           |
|  | SHB Đà Nẵng                |                 |      |  |         |         |  |  |           |           |
|  | 29/7                       |                 |      |  |         |         |  |  |           |           |
|  | Hà Nội                     |                 |      |  |         |         |  |  |           |           |
|  | Thắng tứ kết 1             |                 |      |  |         |         |  |  |           |           |
|  | 27/7                       |                 |      |  |         |         |  |  |           |           |
|  |                            | Thắng tứ kết 2  |      |  |         |         |  |  |           |           |
|  | PVF                        |                 |      |  |         |         |  |  |           |           |
|  |                            |                 | 31/7 |  |         |         |  |  |           |           |
|  | Sông Lam Nghệ An           |                 |      |  |         |         |  |  |           |           |
|  | Thắng bán kết 1            |                 |      |  |         |         |  |  |           |           |
|  | 27/7                       |                 |      |  |         |         |  |  |           |           |
|  |                            | Thắng bán kết 2 |      |  |         |         |  |  |           |           |
|  | LPBank Hoàng Anh Gia Lai I |                 |      |  |         |         |  |  |           |           |
|  | 29/7                       |                 |      |  |         |         |  |  |           |           |
|  | Thành phố Hồ Chí Minh      |                 |      |  |         |         |  |  |           |           |
|  | Thắng tứ kết 2             |                 |      |  |         |         |  |  |           |           |
|  | 27/7                       |                 |      |  |         |         |  |  |           |           |
|  |                            | Thắng tứ kết 4  |      |  |         |         |  |  |           |           |
|  | PVF–CAND                   |                 |      |  |         |         |  |  |           |           |
|  |                            |                 |      |  |         |         |  |  |           |           |
|  | Thể Công – Viettel         |                 |      |  |         |         |  |  |           |           |
|  |                            |                 |      |  |         |         |  |  |           |           |

### Tứ kết
| SHB Đà Nẵng | v | Hà Nội |
| ----------- | - | ------ |
|             |   |        |

| PVF | v | Sông Lam Nghệ An |
| --- | - | ---------------- |
|     |   |                  |

| LPBank Hoàng Anh Gia Lai I | v | Thành phố Hồ Chí Minh |
| -------------------------- | - | --------------------- |
|                            |   |                       |

| PVF–CAND | v | Thể Công – Viettel |
| -------- | - | ------------------ |
|          |   |                    |

### Bán kết
| Thắng tứ kết 1 | v | Thắng tứ kết 2 |
| -------------- | - | -------------- |
|                |   |                |

| Thắng tứ kết 3 | v | Thắng tứ kết 3 |
| -------------- | - | -------------- |
|                |   |                |

### Chung kết
| Thắng bán kết 1 | v | Thắng bán kết 2 |
| --------------- | - | --------------- |
|                 |   |                 |

## Thống kê

### Vô địch
| Vô địch Giải bóng đá Vô địch U-21 Quốc gia 2025 |
| ----------------------------------------------- |
| Lần thứ                                         |

### Các giải thưởng
Các giải thưởng sau đây đã được trao sau khi giải đấu kết thúc:
| Vua phá lưới | Cầu thủ xuất sắc nhất | Thủ môn xuất sắc nhất | Giải phong cách |
| ------------ | --------------------- | --------------------- | --------------- |
|              |                       |                       |                 |